# Мане
 Тази статия е за селището в Белгия.  За френския художник вижте Едуар Мане.  
Мане (на френски: Manhay) е селище в Южна Белгия, окръг Марш ан Фамен на провинция Люксембург. Населението му е около 3200 души (2006).